# 沿江大道 (武汉市)
武汉沿江大道是汉口沿长江修建的一条交通干道，其途径区域又称汉口江滩，原汉口五国租界区，十里洋场。西南起长江、汉水交汇处的大兴路，向东北直到六合沟省石油仓库，与上游处衔接的沿河大道一起称为汉口一干道（同它平行的中山大道、解放大道、建设大道、发展大道，依次称为二、三、四、五干道）。同沿江大道有20条主要街道垂直相交，包括民权路、民生路、江汉路、上海路、南京路、青岛路、天津路、合作路、兰陵路、黎黄陂路、车站路、蔡锷路、一元路、三阳路、五福路、六合路。沿江大道上仓库林立，码头云集，货物吞吐量很大，全国四大港口之一的武汉港就在道旁，水陆运输十分繁忙。王家巷码头、武汉关码头和粤汉码头，通过轮渡直接与武昌中华路、徐家棚、汉阳门、余家头及青山红钢城相连接。
沿江大道最早修筑的是从江汉关以下的五国租界的部分，汉口英租界到汉口日租界，沿江均立有铁栏杆，种植了树木花草，还设置了不少座椅。
1929年10月16日-1930年5月23日，汉口特别市政府从江汉关至民生路招商局一段修筑沿江马路。拆迁招商局和英商太古洋行的房屋、仓库。接着又从招商局门口延至周家巷，至7月7日竣工。此段全为沥青路，长580米，宽40米。
到1931年6—7月大水之前，沿江马路通至民权路，1932年再通到打扣巷，1937年10月通至集稼嘴，沿江道路全部竣工。

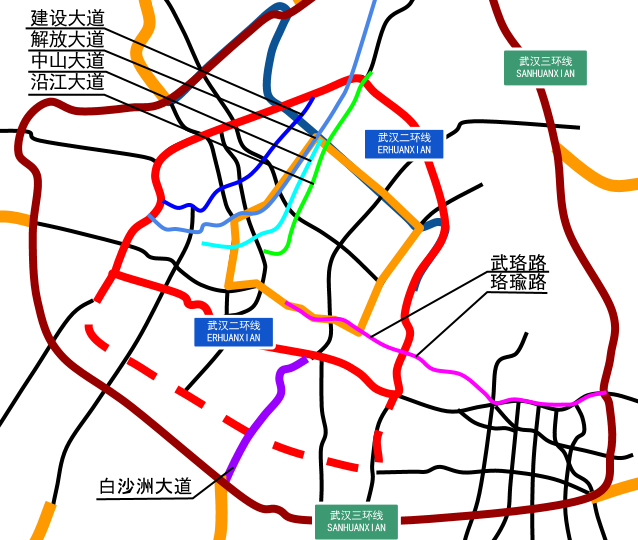
沿江大道在武汉路网中的位置

## 相册

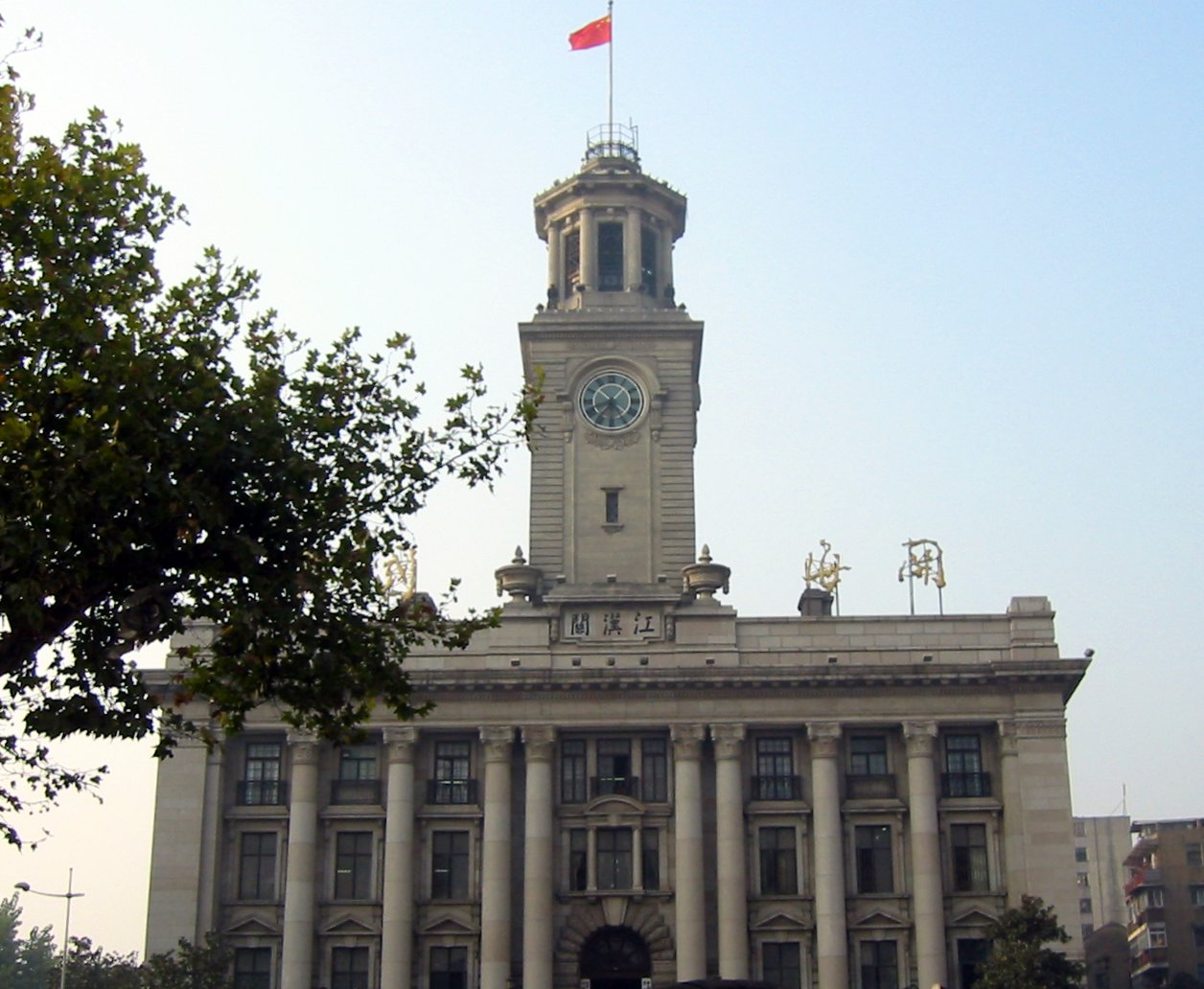
沿江大道旁的江汉关，即当时的海关，1862年开始运营。
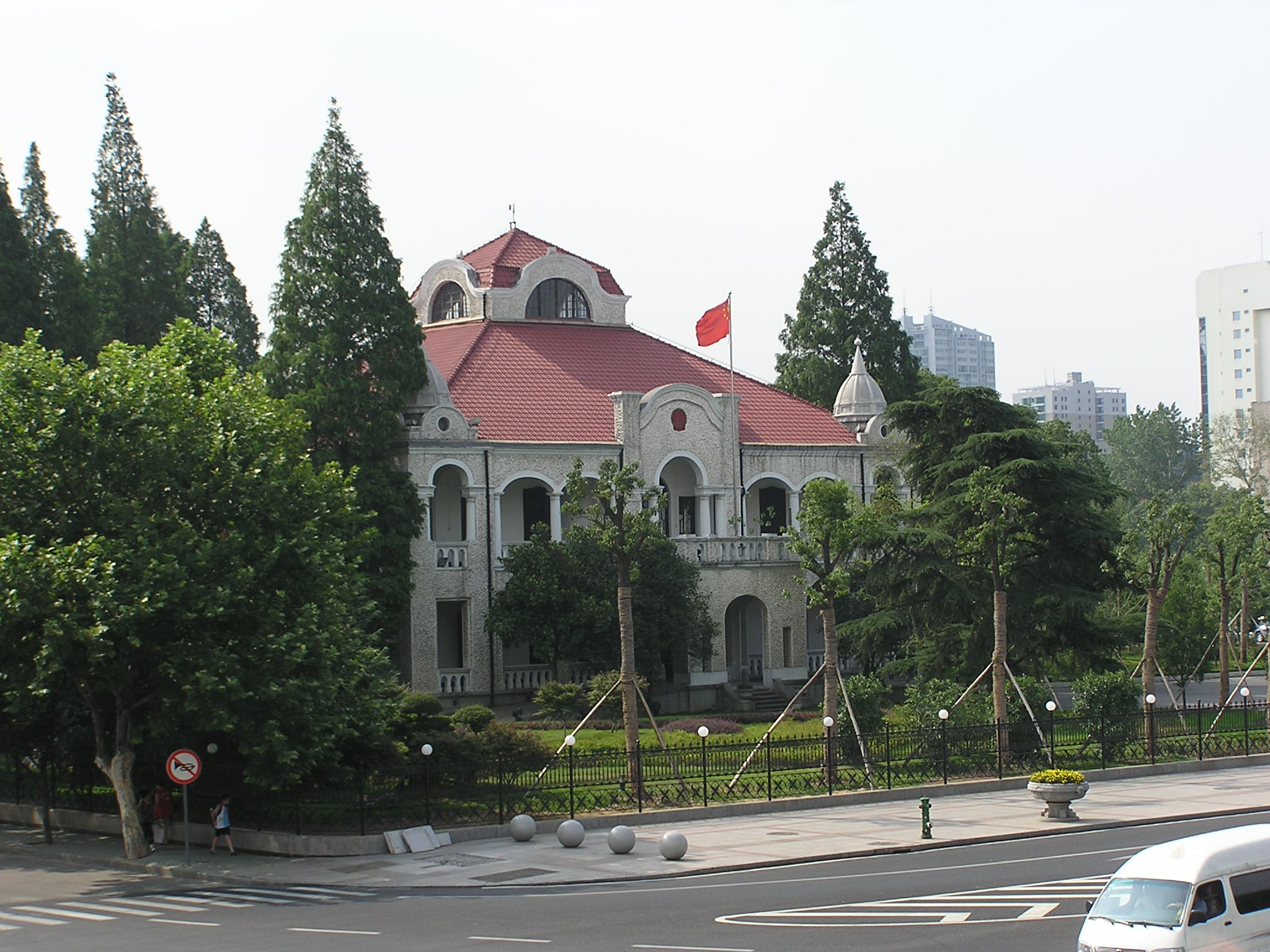
位于沿江大道的武汉市人民政府。
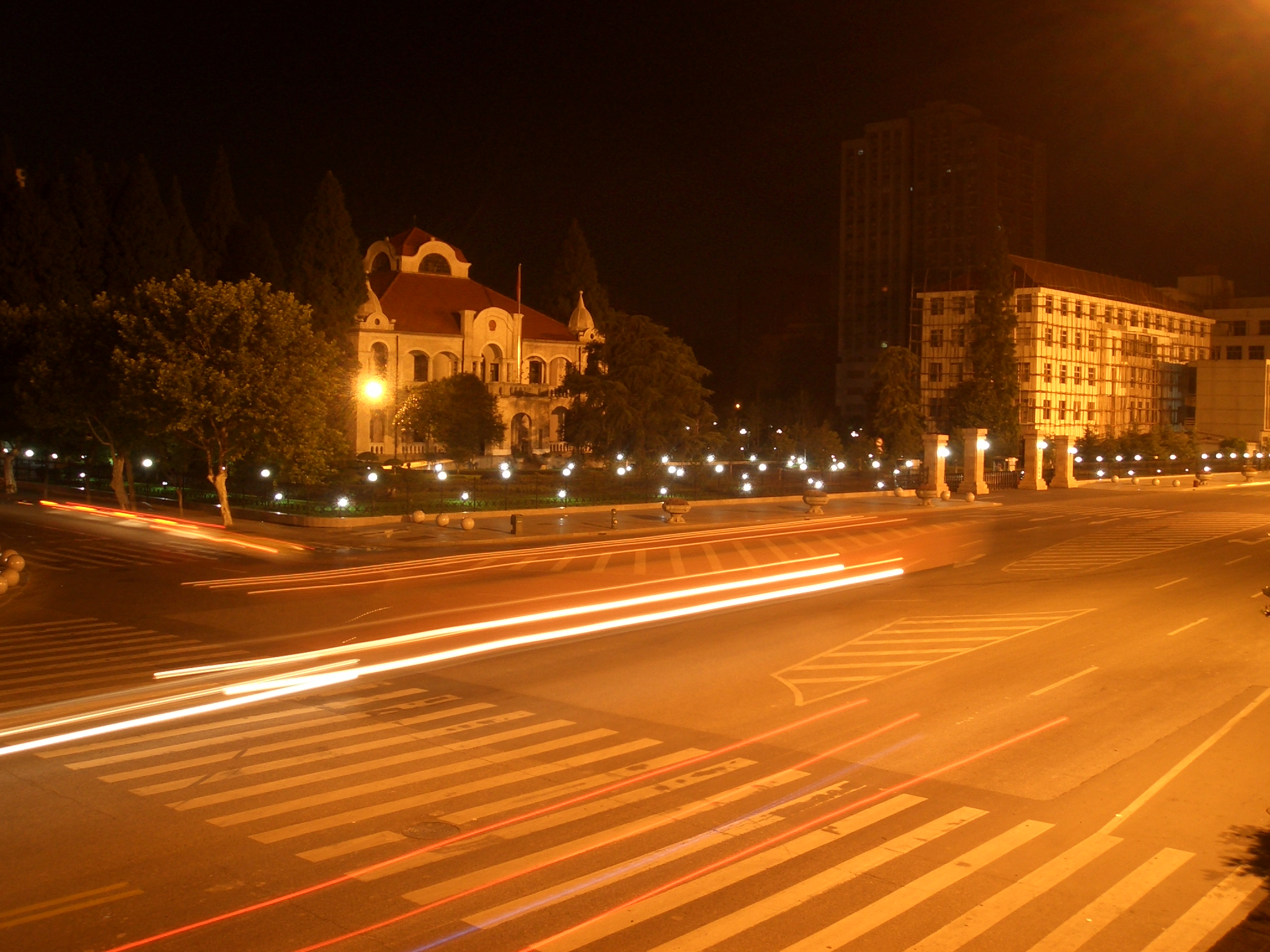
位于沿江大道的武汉市人民政府。
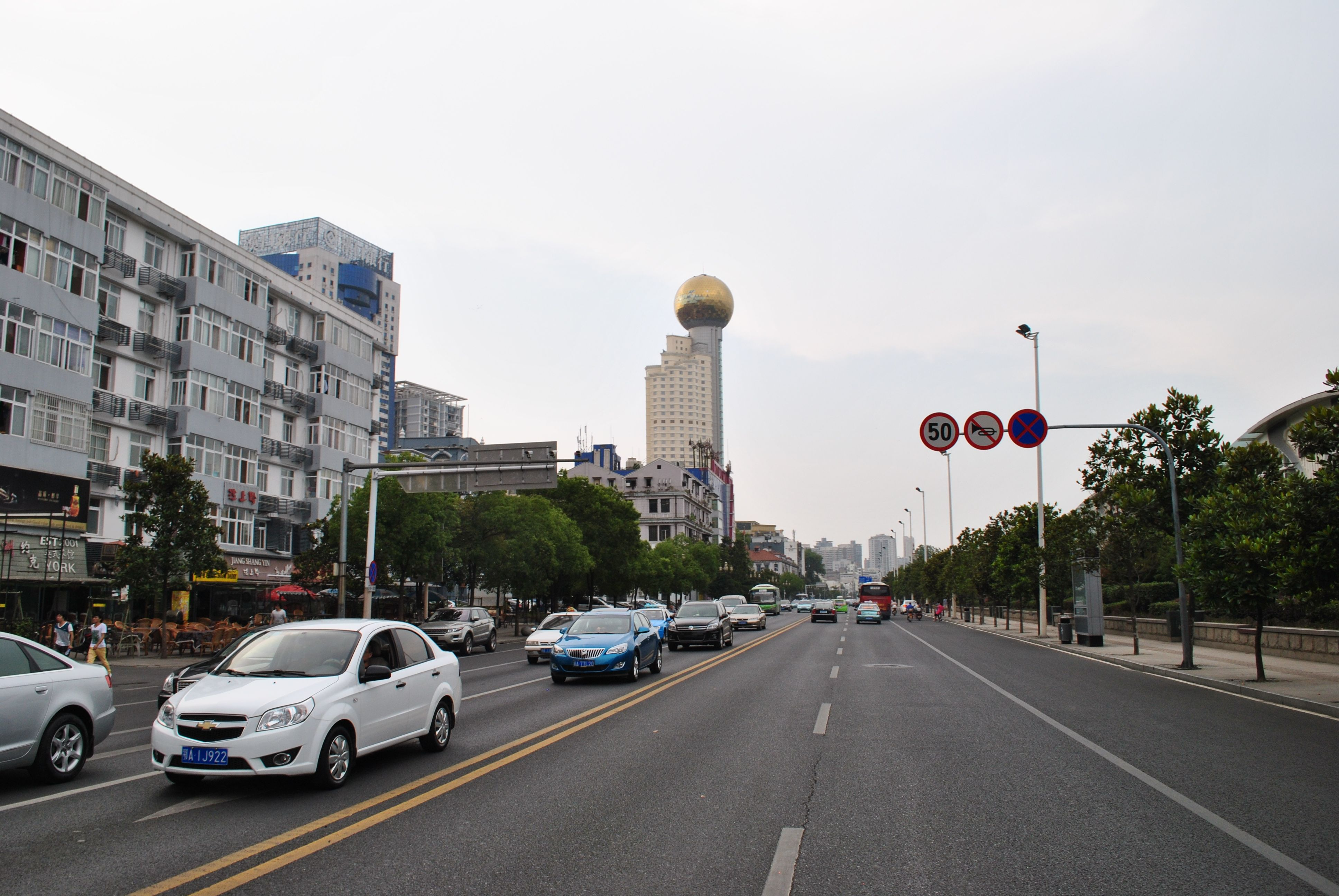
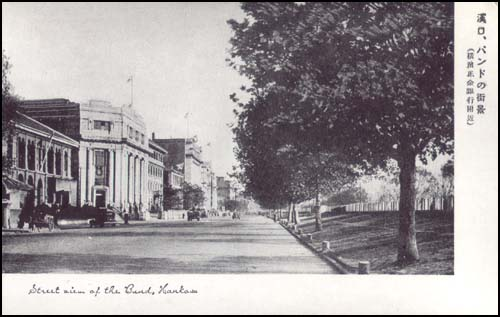
明信片上的老沿江大道。
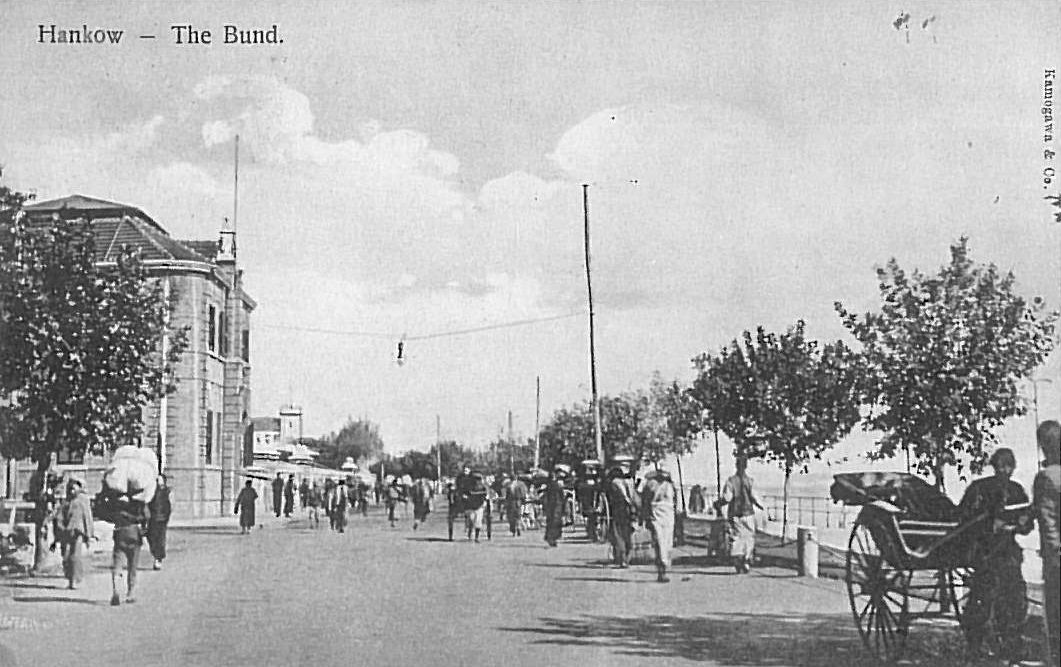
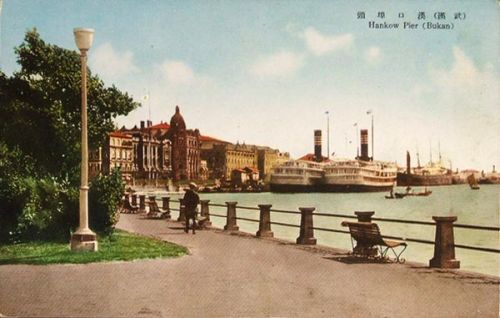
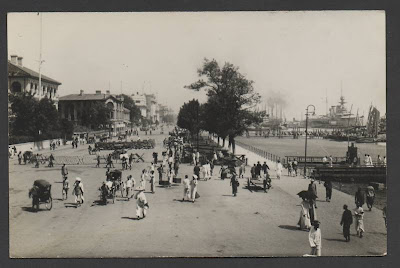
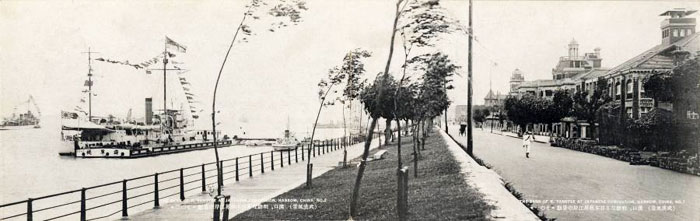
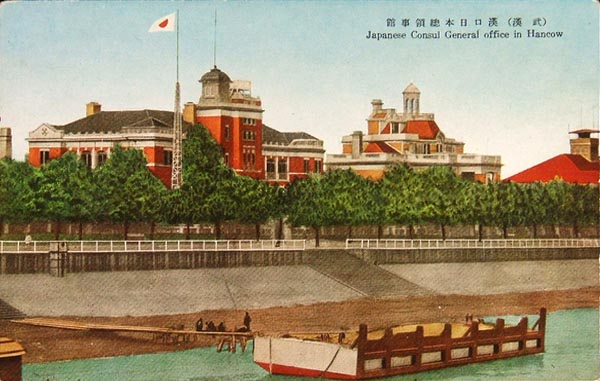
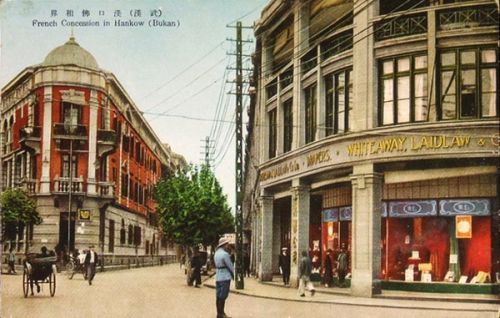
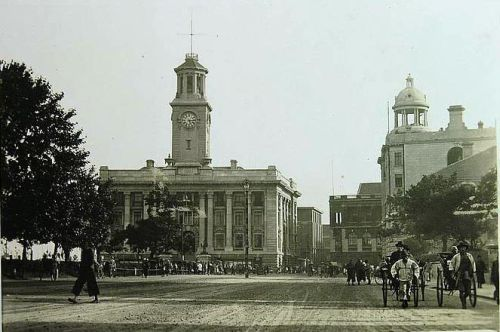
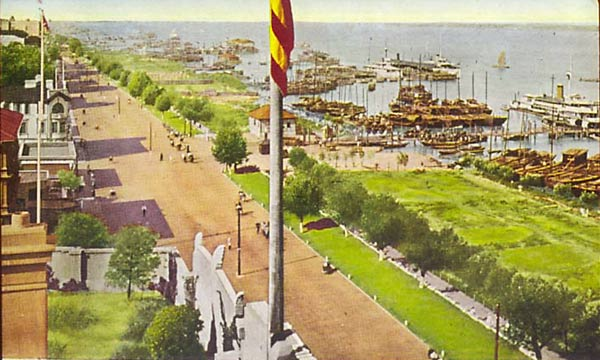
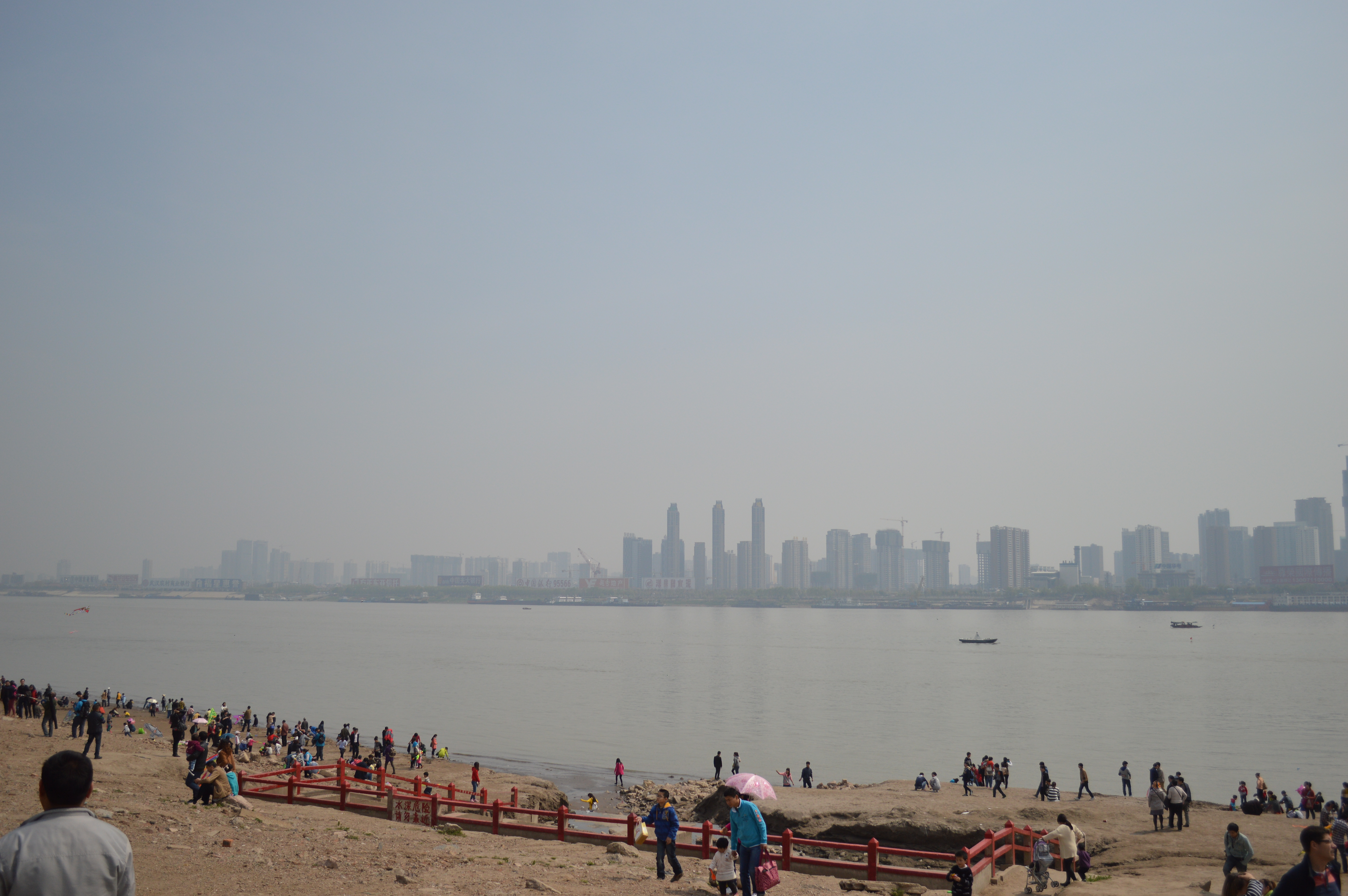
从汉口江滩远眺长江对岸。